# Ула (приток Лузы)
У́ла — река в России, протекает по Подосиновскому и Опаринскому районам Кировской области, а также в Прилузском районе Республики Коми. Устье реки находится в 485 км по левому берегу реки Луза. Длина реки составляет 74 км.
Исток реки в обширном болоте Ульское на территории Подосиновского района Кировской области в 16 км к северо-востоку от посёлка Пушма. Верхнее течение реки проходит по Кировской области (Подосиновский и Опаринский районы), среднее и нижнее — по Прилузскому району Республики Коми. Река течёт по обширному таёжному лесному массиве на Северных Увалах, генеральное направление течения — юго-восток, русло сильно извилистое, в низовьях образует старицы. Большая часть течения необитаема, в среднем течении река протекает посёлок Чурсья, который, несмотря на своё географическое положение в Республике Коми, административно относится к Опаринскому городскому поселению Кировской области. Река имеет большое количество мелких притоков. Впадает в Лузу в 5 км выше деревни Оньмесь. Ширина реки незадолго до устья около 15 метров, скорость течения — 0,3 м/с.

## Притоки
- 1 км: река Ягель (лв)
- 9 км: река Осиновка (пр)
- 18 км: река Чурсь (пр)
- 49 км: река Серебрянка (пр)
- 51 км: река Ношва (лв)

## Данные водного реестра
По данным государственного водного реестра России и геоинформационной системы водохозяйственного районирования территории РФ, подготовленной Федеральным агентством водных ресурсов:
- Бассейновый округ — Двинско-Печорский
- Речной бассейн — Северная Двина
- Речной подбассейн — Малая Северная Двина
- Водохозяйственный участок — Юг
- Код водного объекта — 03020100212103000011801